# ام۱ آبرامز
ام۱ آبرامز (به انگلیسی: M1 Abrams) یک تانک اصلی میدان نبرد طراحی و ساخت ایالات متحده آمریکا است که ستون فقرات نیروهای زرهی ارتش آمریکا و شماری از متحدان آن را تشکیل می‌دهد. این تانک به نام ژنرال کریگتون آبرامز، رئیس ستاد مشترک و فرمانده نیروهای آمریکا در جنگ ویتنام نامگذاری شده‌است. ام۱ برای جنگ‌های زرهی طراحی شده و به خوبی تجهیز و زره‌پوش شده‌است. از مشخصات منحصربه‌فرد آن می‌توان به موتور توربین گاز قوی چندگانه‌سوز به قدرت ۱۵۰۰ اسب‌بخار و زره کامپوزیت پیچیده اشاره کرد. این تانک با حدود ۶۹ تن وزن یکی از سنگین‌ترین تانک‌هایی است که اکنون به کار گرفته می‌شوند. این تانک به افتخار ژنرال کریگتون آبرامز نامگذاری شده است.
ساخت این تانک از سال ۱۹۷۹ آغاز شده و پس از یک سال وارد خدمت رسمی نیروهای مسلح آمریکا شد و به تدریج جایگزین تانک ام۶۰ گشت. این تانک برای نیروهای مسلح کشورهای مصر، عربستان، کویت، عراق و استرالیا نیز ساخته شده‌است. آبرامز در سه مدل ام۱، ام۱آ۱ و ام۱آ۲ ساخته شده‌است. ام۱آ۱ از سال ۱۹۸۵ تا ۱۹۹۳ ساخته شد و در آن توپ ۱۰۵ میلی‌متری خان‌دار با توپ بدون خان ۱۲۰ میلی‌متری جایگزین شده و بهینه‌سازی‌های دیگری از جمله سامانه تعلیق پیشرفته‌تر، برجک جدید، حفاظت زرهی بیشتر و سامانه جدید حفاظت اتمی-شیمیایی-میکروبی در آن به کار رفته بود. مدل ام۱آ۲ هم ویژگی‌های ام۱آ۱ را به همراه یک سامانه دید گرمایاب مخصوص فرمانده تانک، و سامانه‌های ناوبری، و رادیویی جدید را در خود دارد. ضمن اینکه برخی از مدل‌های قدیمی نیز با بهینه‌سازی‌های دوره‌ای به سطح مدل ام۱آ۲ ارتقا داده شده‌اند.

## مشخصات
تانک‌های ام۱ از یک موتور توربین گاز لیکومینگ تکسترون با قدرت ۱۵۰۰ اسب‌بخار استفاده می‌کنند. این موتور چندگانه‌سوز است اما سوخت معمولی آن سوخت جت جی‌پی۸ است. زره تانک نیز زره چوبام است که در وزارت دفاع بریتانیا برای تانک‌های انگلیسی چلنجر اختراع شد. در صورت نیاز امکان نصب زره واکنشی انفجاری بر روی تانک هم وجود دارد.
آبرامز چهار سرنشین شامل فرمانده، راننده، توپچی و گلوله‌گذار دارد. وزن ام۱آ۲ حدود ۶۹٫۵۴ تن است که از ۶۳ تن در مدل ام۱آ۱ و ۶۰ تن در مدل ام۱ به این میزان افزایش یافته‌است. حداکثر سرعت ام۱آ۲ در جاده بیش از ۶۷ کیلومتر، در خارج از جاده ۴۸ کیلومتر، در سربالایی ۱۰ درجه ۲۷ کیلومتر و در سربالایی ۶۰ درجه ۶٫۵ کیلومتر در ساعت است. ظرف ۷٫۲ ثانیه از سرعت صفر به ۳۲ کیلومتر در ساعت می‌رسد. برد عملیاتی تانک هم ۴۲۵ کیلومتر است. طول تانک با لوله جلو ۹٫۸۲ متر، ارتفاع آن ۲٫۴ متر و عرض آن ۳٫۶۵ متر است. توانایی عبور از موانعی به ارتفاع ۱٫۰۵ متر و خندق‌هایی به عمق ۲٫۷ متر را دارد. با توجه به قدرت ۱۵۰۰ اسب‌بخاری این تانک نسبت قدرت به وزن تانک در مدل ام۱آ۲ معادل ۲۱٫۶ اسب‌بخار به تن است.

## جنگ‌افزارها
سلاح اصلی نخستین مدل ام۱ آبرامز یک قبضه توپ ۱۰۵ میلی‌متری خان‌دار ام۶۸آ۱ بود. این توپ مخصوص تانک معروف در تانک‌های پیشین آمریکا یعنی ام۶۰ پاتون و مدل‌های ارتقایافتهٔ ام۴۸ پاتون هم استفاده شده بود و مدل آمریکایی توپ بریتانیایی ال۷ محسوب می‌شود.
مدل‌های پسین ام۱ آبرامز از توپ ۱۲۰ میلی‌متری بدون خان ام۲۵۶ با نسبت طول به کالیبر ۴۴ استفاده می‌کنند. این توپ یک طرح آلمانی از شرکت راین‌متال است که در اصل برای تانک لئوپارد ۲ طراحی شده و همه مدل‌های لئوپارد ۲ به جز لئوپارد۲ آ۶ از آن استفاده می‌کنند. در لئوپارد۲آ۶ این توپ با یک توپ بلندتر با همین کالیبر و نسبت طول به کالیبر ۵۵ جایگزین شده‌است. یک مسلسل ۷٫۶۲ م‌م ام۲۴۰ (مدل ساخت آمریکای اف‌ان-ام‌آژ) هم برای استفاده گلوله‌گذار تانک روی سقف قرار گرفته که یک سپر محافظ نیز در مقابل آن قرار دارد. یک قبضه از همین تیربار هم به عنوان سلاح هم‌محور توپ اصلی در برجک قرار دارد که از سامانه کنترل آتش مشابهی با توپ اصلی استفاده می‌کند و در نتیجه نقطه برخورد آن با گلوله توپ اصلی یکسان خواهد بود. یک مسلسل ۱۲٫۷ م‌م ام۲ برونینگ هم به عنوان سلاح دفاع هوایی برای استفاده فرمانده تانک بر روی برجک تانک قرار دارد. ظرفیت مهمات تانک هم ۴۲ گلوله توپ ۱۲۰ میلی‌متری، ۱۰۰۰ فشنگ مسلسل ۱۲٫۷ م‌م و ۱۰٬۸۰۰ فشنگ برای مسلسل‌های ۷٫۶۲ م‌م است.

## جنگ خلیج فارس
آبرامز هر چند در سال ۱۹۸۰ وارد خدمت نظامی شد اما تا زمان حمله عراق به کویت در سال ۱۹۹۰ در هیچ جنگ واقعی شرکت نکرده بود. در جنگ خلیج فارس نگرانی‌های زیادی در مورد توانایی آبرامز در زمین‌های شنی منطقه و تحمل ماه‌ها قرار گرفتن در شرایط جنگی مطرح شده بود. در مورد قدرت بقای سامانه الکترونیکی پیچیده برجک تانک در شرایط جنگی هم ابهاماتی وجود داشت. انتقال تانک‌های آبرامز به منطقه هم با توجه به وزن سنگین و اندازه بزرگ آن‌ها مشکل دیگری بود که باعث شد ورود آن‌ها به میدان نبرد به کندی انجام شود اما نیروهای ائتلاف از ورود این تانک به صحنه جنگ استقبال می‌کردند چون توانایی نابودی هر تانک عراقی را داشت. ارتش عراق در آن زمان نیروی تانک قابل توجهی را انباشته بود که اغلب از شوروی خریداری شده و مهم‌ترین آن‌ها حدود ۵۰۰ عراده تی-۷۲ بودند. این تانک مدرن ساخت شوروی از توپ ۱۲۵ میلی‌متری استفاده می‌کرد و بسیاری از ویژگی‌های پیشرفته آبرامز را در خود داشت. اما تی-۷۲ با وجود طرح پیشرفته‌اش در مقابل آبرامز ناتوان بود و بیشتر با تانک‌های ام۶۰آ۳ تفنگداران دریایی آمریکا قابل مقایسه بود. بقیه تانک‌های عراقی از جمله تی-۶۲ و تی-۵۴ نیز کاملاً در مقابل آبرامز ناتوان بودند.
در این جنگ توانایی آبرامز در شلیک دقیق هنگام حرکت در زمین‌های ناهموار بسیار سودمند واقع شد. ابزارهای دید تانک‌های آبرامز هم نه تنها در شب بلکه در میان دود و غبار شدید بسیار کارآمد بود. تانک‌های آبرامز به‌طور میانگین ۱۰۰۰ متر برتری بُرد مفید بر تانک‌های عراقی داشتند. سامانه‌های گرمایی تانک‌های آبرامز هم کارآمدی خود را در ابرهای غلیظ دود سیاه که به دلیل به آتش کشیده شدن چاه‌های نفت کویت ایجاد شده بود، ثابت کردند. در واقع این دود غلیظ باعث شده بود تا توپچی‌های بسیاری از تانک‌ها در روز هم از سامانه دید در شب استفاده کنند. تانک‌های عراقی از چنین قابلیتی بی‌بهره بودند و بدون اینکه بتوانند دشمن را ببینند با آتش آن نابود می‌شدند. در مجموع ۱۸۴۸ عراده تانک ام۱ آبرامز به این جنگ اعزام شد که فقط ۲۳ عراده آسیب شدید دیدند. از این شمار ۹ عراده کاملاً از خدمت نظامی خارج شدند که ۷ تای آنها توسط آتش خودی و ۲تای دیگر عامدانه منهدم شد تا از غنیمت گرفتن توسط ارتش عراق جلوگیری شود. الباقی هم آسیب‌های قابل تعمیر دیده بودند که بیشتر ناشی از مین‌های زمینی بود و پس از دوره ای تعمیرات دوباره به خدمت بازگشتند. حتی یک نفر از خدمه تانک‌های آبرامز هم در همه طول جنگ کشته نشد. موارد نقص فنی در تانک‌ها هم بسیار نادر بود و فرماندهان زرهی آمریکا در هر زمان ۹۰ درصد آبرامزهای خود را آماده عملیات داشتند که نرخ آمادگی بی‌سابقه‌ای بود.

## کاربران

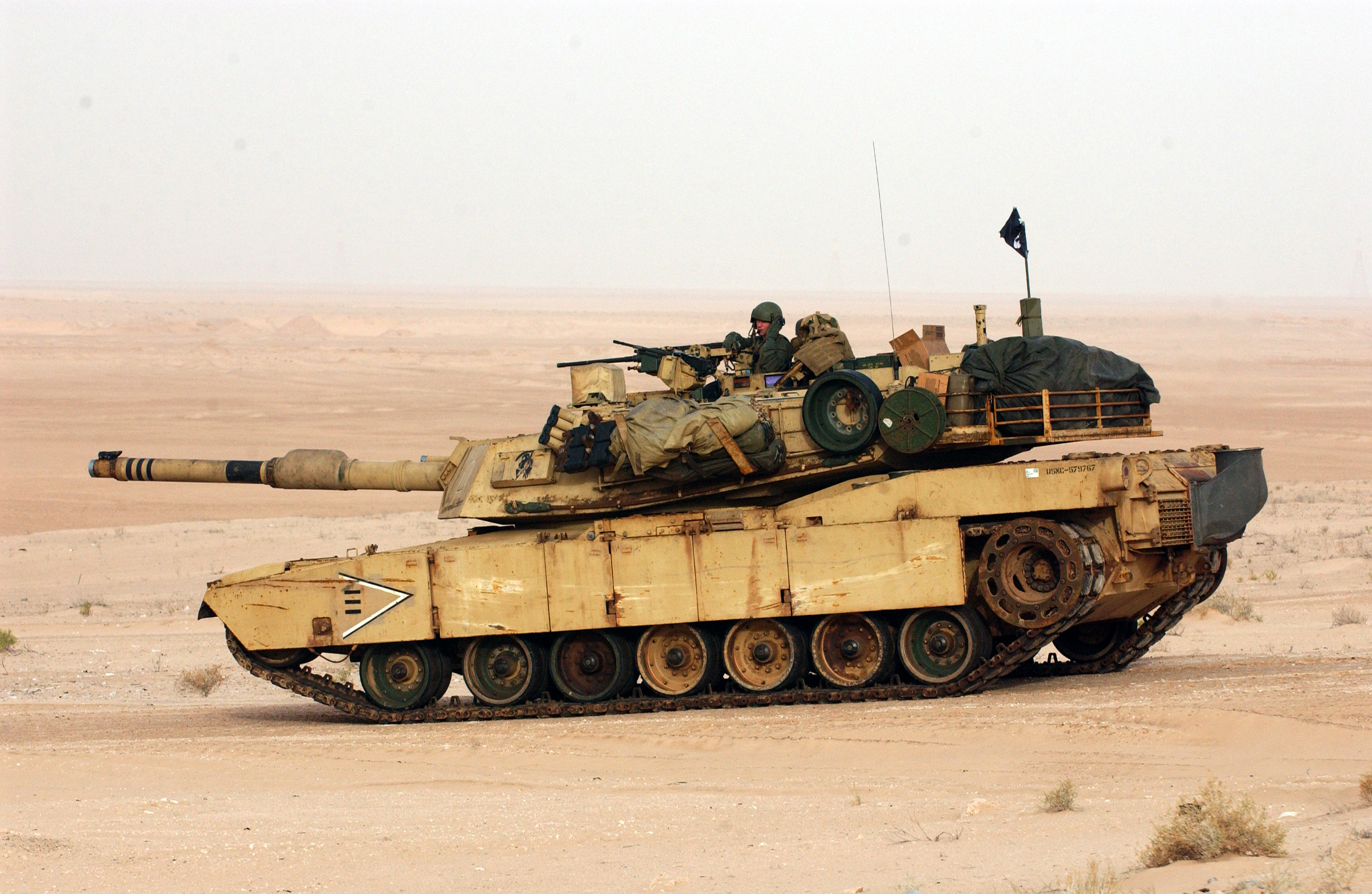
ام۱آ۱ تفنگداران دریایی آمریکا در سال ۲۰۰۳

- استرالیا – ۵۹ عراده ام۱آ۱ در سال ۲۰۰۶ از آمریکا خریداری شده و جایگزین لئوپارد ۱ اس شدند، در سال ۲۰۱۷ استرالیا تصمیم گرفت شمار آنها را به ۹۰ عراده افزایش دهد.[۶]
- مصر – ۱۰۰۵ عراده که در مصر به‌طور مشترک توسط آمریکا و مصر ساخته شده‌اند.[۷] ارتش مصر ۲۰۰ تانک دیگر هم سفارش داده‌است.[۸]
- عراق :۱۴۰ عراده ام۱آ۱ام با حذف برخی از قابلیت‌ها و بدون اورانیوم ضعیف‌شده در زره خریداری شدند.[۹][۱۰][۱۱][۱۲]
- کویت –۲۱۸ عراده ام۱آ۱۲ با حذف برخی از قابلیت‌ها و بدون اورانیوم ضعیف‌شده در زره خریداری شدند.[۱۳]
- عربستان سعودی –۳۷۳ عراده پس از جنگ خلیج فارس خریداری کرد[۱۴] و قرار است به استانداردهای ام۱آ۲ ارتقا یابند.[۱۴]
- مراکش - ارتش مراکش حدود ۲۲۲ ام۱اس‌آ دست‌دوم مازاد بر نیاز ارتش آمریکا را خریداری کرد.
- ایالات متحده آمریکا –نیروی زمینی و تفنگداران دریایی در مجموع ۸۷۲۵ عراده ام۱ را در خدمت خود دارند.[۱۵][۱۶]

| - نیروی زمینی ۱۵۴۷ ام۱آ۲ و ام۱آ۲اس‌ئی‌پی ۴۳۹۳ ام۱آ۱ ۲۰۰۰ ام۱ | - تفنگداران دریایی ۴۰۳ ام۱آ۱ |

### کاربران احتمالی
- یونان - پیشنهاد فروش ۴۰۰ ام۱آ۱ دست دوم آمریکا به یونان[۱۷][۱۸]
- پرو - ارتش پرو قصد دارد تانک‌های T-55 خود را از خدمت خارج کند و برای جایگزینی آن‌ها آبرامز، لئوپارد۲ای۴، تی ۸۴ و تی ۹۰اس را بررسی می‌کند.
- تایوان - بر اساس برخی از گزارش‌های جمهوری چین (تایوان) در حال بررسی خرید ۲۰۰ عراده ام۱آ۱ دست‌دوم از آمریکا است.[۱۹]